# Eparchia niżnonowogrodzka
Eparchia niżnonowogrodzka – jedna z eparchii Rosyjskiego Kościoła Prawosławnego, część metropolii niżnonowogrodzkiej, istniejąca od 1672. Jej aktualnym (2012) ordynariuszem jest metropolita niżnonowogrodzki i arzamaski Jerzy (Daniłow), zaś funkcje katedry pełni sobór św. Aleksandra Newskiego w Niżnym Nowogrodzie.

## Historia
Eparchia powstała w 1672. Od 1799 funkcjonowała pod nazwą eparchia niżnonowogrodzka i arzamaska. Jej granice pokrywały się z obszarem guberni niżnonowogrodzkiej, a następnie obwodu ze stolicą w tym samym mieście. Według danych z 1912 w eparchii znajdowało się 1131 czynnych cerkwi, 211 kaplic (w tym domowych), 21 klasztorów żeńskich i 7 męskich. W 2011 wydzielone z jej terytorium zostały trzy nowe administratury: eparchia wyksuńska, eparchia gorodiecka i eparchia łyskowska.

### Biskupi niżnonowogrodzcy[3]
- Filaret, 1672–1686
- Paweł, 1686–1696
- Tryfiliusz (Inichow), 1697–1699
- Izajasz, 1699–1708
- Sylwester (Chołmski), 1708–1719
- Pitirim, 1719–1738
- Jan (Dubinski), 1739–1742
- Dymitr (Sieczenow), 1742–1748
- Beniamin (Pucek-Hryhorowicz), 1748–1753
- Teofan (Czarnucki), 1753–1773
- Antoni (Zybielin), 1773–1782
- Joazaf (Zabołocki), 1782–1783
- Damaskin (Siemienow-Rudniew), 1783–1794
- Paweł (Ponomariew), 1794–1798
- Beniamin (Krasnopiewkow), 1798–1811
- Mojżesz (Blizniecow-Płatonow), 1811–1825
- Metody (Orłow-Sokołow), 1826–1830
- Atanazy (Protopopow), 1830–1832
- Ambroży (Moriew), 1832–1835
- Jan (Dobrozrakow), 1835–1837
- Jakub (Wieczerkow), 1847–1850
- Jeremiasz (Sołowjow), 1850–1857
- Antoni (Pawlinski), 1857–1860
- Nektariusz (Nadieżdin), 1860–1869
- Filaret (Małyszewski), 1869–1873
- Teoktyst (Popow), 1873, locum tenens (?)
- Joannicjusz (Rudniew), 1873–1877
- Chryzant (Rietiwcew), 1877–1879
- Makary (Mirolubow), 1879–1885
- Modest (Strilbyćkyj), 1885–1889
- Włodzimierz (Pietrow), 1889–1892
- Nazariusz (Kiriłłow), 1901–1910
- Joachim (Lewicki), 1910–1918
- Eudokim (Mieszczerski), 1918–1922
- Sergiusz (Stragorodski), 1924–1934
- Eugeniusz (Ziornow), 1934–1935
- Teofan (Tulakow), 1935–1937
- Andrzej (Komarow), 1942
- Sergiusz (Griszyn), 1942–1943
- Zenobi (Krasowski), 1946–1948
- Korneliusz (Popow), 1948–1961
- Jan (Aleksiejew), 1961–1965
- Mścisław (Wołonsiewicz), 1965–1966
- Flawian (Dmitrijuk), 1966–1977[4]
- Mikołaj (Kutiepow), 1997–2001[5],
- Eugeniusz (Żdan), 2002[6]
- Jerzy (Daniłow), od 2003[7].

## Sytuacja współczesna
Według danych z grudnia 2011 parafia prowadziła 408 parafii, obsługiwanych przez 451 kapłanów. Funkcjonowały ponadto następujące monastery:
- monaster Zwiastowania w Niżnym Nowogrodzie, męski
- Pieczerski Monaster Wniebowstąpienia Pańskiego, męski
- monaster Zaśnięcia Matki Bożej w Wysiełkach, męski
- monaster Włodzimierskiej Ikony Matki Bożej w Orankach, męski
- monaster Fiodorowskiej Ikony Matki Bożej w Gorodcu, męski
- monaster Zaśnięcia Matki Bożej w Sarowie, męski
- monaster Zaśnięcia Matki Bożej we Fłoriszczach (Pustelnia Fłoriszczewska), męski (obecnie w eparchii wyksuńskiej)
- monaster Przemienienia Pańskiego w Arzamasie, męski
- monaster św. Mikołaja w Arzamasie, żeński
- monaster Podwyższenia Krzyża Pańskiego w Niżnym Nowogrodzie, żeński
- monaster Opieki Matki Bożej w Łukinie, żeński
- monaster św. Mikołaja i św. Jerzego w Ababkowie, żeński (obecnie w eparchii wyksuńskiej)
- Żółtowodzki Monaster Świętej Trójcy i św. Makarego, żeński
- monaster Trójcy Świętej i św. Serafina z Sarowa w Diwiejewie, żeński[1].